# British Graham Land Expedition
Die British Graham Land Expedition oder abgekürzt BGLE war eine britische Antarktisexpedition, die von 1934 bis 1937 zu geophysikalischen und Forschungszwecken in Grahamland unternommen wurde. Geleitet wurde sie von John Rymill.

## Ziele und Vorbereitung
Es war geplant, die Westküste Grahamlands zu erforschen sowie das Wissen über die gesamte Region auszuweiten. Außerdem wollte man die vermutete Passage ins Weddell-Meer erforschen, die zukünftigen Expeditionen als Alternative zur östlichen Anreise dienen könnte, die sich für Shackleton als verhängnisvoll erwiesen hatte. Nicht vernachlässigt werden sollten Forschungen auf den Gebieten der Geologie, Glaziologie, Zoologie, Meteorologie, Ornithologie und Biologie. Die zehn Mitglieder des Expeditionsteams mussten mit einer vergleichsweise niedrigen Summe zurechtkommen, was nur möglich war, da das gesamte Personal unbezahlt oder von der Royal Navy abkommandiert war. Zur Anreise dienten zwei Schiffe, die Penola und die Discovery II. Vor Ort wurden Schlittenhunde sowie ein Flugzeug genutzt.

## Forschung
Nachdem zwei Basen errichtet worden waren, konnten die Forschungen beginnen. Beispielsweise wurde die fast 550 Kilometer lange Küste zwischen den Stationen erforscht, wobei Fossilien gefunden wurden und die erste Landung auf der Alexander-I.-Insel gemacht wurde. Eine weitere Expedition erforschte das heute als Halbinsel bekannte Grahamland in Ost-West-Richtung. Die Exkursionen des Flugzeugs waren auf einen Radius von 450 Kilometern beschränkt, oft verhinderten jedoch die Wetterbedingungen Flüge und Landungen, weshalb sich das Flugzeug als wenig nützlich für Routenfindung und das Anlegen von Depots erwies.

## Ergebnisse
Die wichtigste Erkenntnis war die, dass die Durchfahrten zwischen der Bellingshausen- und der Weddellsee nicht existierten und Grahamland also eine Halbinsel und nicht ein Archipel war. Außerdem wurde beinahe die gesamte Küste kartografiert, wichtige geologische Fakten wurden gewonnen, Robben und Vögel erforscht und Fossilien gefunden.